# Spy
Spy es una película estrenada en el 2015 dirigida y escrita por Paul Feig. La comedia es protagonizada por Melissa McCarthy, Rose Byrne, Jason Statham, Miranda Hart, Bobby Cannavale, Allison Janney y Jude Law. Se estrenó el 5 de junio de 2015 en Estados Unidos.
El rodaje empezó el 31 de marzo de 2014 en Budapest. Fue producida por Feigco Entertainment y Chernin Entertainment y distribuida por 20th Century Fox.

## Argumento
Susan Cooper es una empleada de la CIA de 40 años, soltera y atada a un escritorio, que ayuda de forma remota a su socio, el agente de campo Bradley Fine, en una misión. Fine mata accidentalmente al traficante de armas Tihomir Boyanov, por lo que no sabe la ubicación de su maleta nuclear. Susan descubre que Rayna, la hija de Boyanov, se ha puesto en contacto con el intermediario terrorista Sergio De Luca, por lo que Fine se infiltra en su casa. Rayna mata a Fine a tiros, mientras Susan mira impotente en línea. Rayna luego revela que conoce las identidades de los principales agentes de la agencia, incluidos Matthew Wright, Cress, Rick Ford y Karen Walker. Susan, que alguna vez fue una de las mejores agentes en prácticas pero ahora desconocida, se ofrece voluntaria para seguirla. Cuando su jefa, Elaine Crocker, acepta a regañadientes, el ultra macho Ford renuncia disgustado.
Con su mejor amiga Nancy proporcionando inteligencia remota, Susan se va a París. Ford aparece y le advierte que fracasará debido a su inexperiencia. Susan descubre que la oficina de De Luca se ha incendiado, pero encuentra una foto de un hombre de pie junto al fuego. Ford aparece, vuelve a discutir con Susan y se va. Susan ve que el hombre de la foto cambia la mochila de Ford por una que contiene una bomba. Susan advierte a Ford a tiempo durante un concierto de Verka Serduchka y luego persigue al hombre, matándolo accidentalmente durante la pelea que sigue. Ella encuentra pruebas, en su cuerpo, de que De Luca se va a Roma.
En Roma, Susan conoce a su contacto Aldo. Sigue a De Luca a un casino, donde le salva la a vida a Rayna, a quien intentaron envenenar con veneno en su copa, y hace que él mismo que se introdujo el veneno se lo beba, matándolo después de que su garganta se disuelva, lo cual hace que Susan se desmaye. Rayna invita a Susan a su círculo íntimo, llevándola en jet privado a Budapest. En pleno vuelo, el mayordomo mata a la tripulación de Rayna, pero Susan lo somete. Rayna amenaza a Susan a punta de pistola, ya que cree que Susan es una agente de la CIA, pero Susan la convence de que su padre la contrató para protegerla.
Nancy se une a Susan en Budapest. Después de recibir un disparo, Susan persigue y atrapa a la posible asesina: Karen, quien le vendió a Rayna los nombres de los agentes. Intenta dispararle a Susan, pero un francotirador invisible mata a Karen. Susan, Nancy y Aldo acompañan a Rayna a una fiesta para conocer al contacto de Rayna, Lia. Nancy crea una distracción, saltando sobre el artista invitado 50 Cent, para que Susan pueda detener a Lia, pero la intervención inoportuna de Ford permite que Lia se escape. Susan la atrapa y, durante una pelea brutal, es salvada de la muerte por Fine, quien mató a Lia y fingió su asesinato. Se revela que Fine es el amante y socio de Rayna.
Rayna encarcela a Susan y Aldo, pero Fine los visita y les revela que se está ganando la confianza de Rayna para localizar la bomba nuclear, y que fue él quien mató a Karen. Susan y Aldo escapan, y Susan sigue a Fine y Rayna a la mansión de De Luca, donde los convence de que la CIA la ha maltratado y hará cualquier cosa para proteger a Fine, admitiendo que lo ama. Llega Solsa Dudaev, le da a De Luca una maleta llena de diamantes y Rayna saca el dispositivo. De Luca mata a Dudaev y hace que sus hombres maten a los de Dudaev, revelando su plan para revender el dispositivo a otro comprador y luego se prepara para disparar a Rayna, Susan lo impide, mientras Fine lo distrae, permitiendo que Susan mate a sus hombres. De Luca escapa en helicóptero con el dispositivo y los diamantes, pero Susan se agarra al tren de aterrizaje. En la lucha que siguió, Susan arroja los diamantes y el dispositivo a un lago debajo. De Luca intenta dispararle a Susan, pero Nancy, que lo sigue en el helicóptero de 50 Cent, le dispara antes de que él pueda. De Luca cae del helicóptero al lago, presuntamente muerto.
Se recupera la bomba nuclear y arrestan a Rayna, pero ella hace las paces con Susan, aceptándola como amiga. Ford, al darse cuenta de que había subestimado a Susan, finalmente felicita sus habilidades. Crocker le dice a Susan que seguirá siendo agente de campo y que su próxima asignación la llevará a Praga. Fine invita a Susan a cenar, pero ella opta por salir por la noche con Nancy. A la mañana siguiente, Susan se despierta en la cama junto a Ford y grita, mientras Ford afirma que "le encantó".
Durante los créditos, se muestran detalles de Susan en varias misiones, en todo el mundo.

## Elenco
- Melissa McCarthy como Susan Cooper.
- Rose Byrne como Rayna Boyanov.[2]
- Jason Statham como Rick Ford.[3]
- Miranda Hart como Nancy B. Artingstall.[4]
- Jude Law como Bradley Fine.[5]
- Bobby Cannavale como Sergio De Luca.[6]
- Morena Baccarin como Karen Walker.
- Allison Janney como Elaine Crocker.
- Zach Woods como Hombre con corbatín violeta.[7]
- Jessica Chaffin como Sharon.[8]
- 50 Cent como él mismo.[9]
- Verka Serduchka como él mismo.[10]
- Nargis Fakhri como Lia[11]
- Peter Serafinowicz como Aldo.[12]
- Björn Gustafsson como Anton.[12]
- Richard Brake como Solsa Dudaev.
- Carlos Ponce como Matthew Wright.

## Producción
El 18 de junio de 2013, se anunció que Paul Feig estaba desarrollando Susan Cooper, una película de espías y de comedia para 20th Century Fox. Feig planeaba escribir y dirigir la película. El 12 de noviembre de 2013, Fox anunció una fecha de estreno para el 22 de mayo de 2015. El 28 de marzo de 2014, el título de la película fue cambiado a Spy.

### Elección del elenco
El 25 de julio de 2013, se confirmó que Melissa McCarthy estaba en negociaciones para ser Susan Cooper, una versión femenina cómica de James Bond. El 17 de octubre, Rose Byrne también se unió al elenco. El 21 de octubre, se informó que Jason Statham se había encontrado con Feig para unirse al elenco; se unió el 26 de febrero de 2014.
El 6 de mayo de 2014, se informó que el actor Jude Law estaba en las últimas charlas para unirse al elenco. El 12 de marzo, se reveló que la actriz Nargis Fakhri haría su debut en Hollywood. El 28 de marzo, Miranda Hart también se unió al elenco, mientras que Bobby Cannavale y Nia Long estaban en las charlas finales para unirse. El 1 de abril, 50 Cent se unió al elenco. El 24 de abril, Feig confirmó que se unirían los actores cómicos Peter Serafinowicz y Björn Gustafsson. El 30 de abril, Morena Baccarin y Allison Janney se unieron al elenco. El 2 de mayo, se unió Zach Woods. El 29 de mayo, Jessica Chaffin fue agregada al elenco.

### Filmación
El rodaje y la producción empezaron el 31 de marzo de 2014 en Budapest, Hungría..El 27 de mayo, el rodaje estaba en curso en Budapest y estaba a punto de concluir. Aparte de las exenciones fiscales, el rodaje se realizó principalmente en Budapest porque su arquitectura y ubicación podrían permitirle aparecer como otros lugares donde tuvo lugar la historia, incluido París.

## Estreno
Spy se estrenó antes en Australia, Malasia y Vietnam el 21 de mayo de 2015, una semana después en Israel y al otro día en Noruega.

### Marketing
El primer tráiler oficial de larga duración de la película fue lanzada el 13 de enero de 2015.

### Recaudación
Spy recaudó $110.8 millones en Norteamérica y $124.8 millones en otros territorios para una recaudación mundial de $235.6 millones, contra un presupuesto de $65 millones.
En Norteamérica, el film recaudó $1.5 millones en la noche anterior del martes y una estimación de $10.3 millones en su día de apertura en 3711 salas de cine, quedando en segundo lugar en la recaudación detrás de Insidious: Chapter 3. Fue la mejor película en su fin de semana de apertura recaudando $29 millones.
Fuera de Norteamérica, Spy se estrenó en diez mercados internacionales, el 22 de mayo de 2015, recaudando $12.7 millones en su fin de semana de estreno en 1810 salas de cine, y quedando en cuarto lugar en la recaudación (detrás de Mad Max: Fury Road, Tomorrowland, y Pitch Perfect 2). En Reino Unido, Irlanda y Malta, recaudó $3.9 millones. 
El film fue exitoso en Corea del Sur ($4.8 millones), Rusia y CIS ($3.1 millones), Australia ($2.9 millones), México ($1.6 millones) y Taiwán ($1.3 millones).

## Recepción
Spy recibió elogios, con los críticos apreciando las interpretaciones de  McCarthy y Byrne, así como también el papel gracioso sorpresa de Statham. En Rotten Tomatoes, tiene una cualificación de 94%, basado en 227 comentarios con un porcentaje medio de 7.2/10. El consenso del sitio dice, "Simultaneously broad and progressive, Spy offers further proof that Melissa McCarthy and writer-director Paul Feig bring out the best in one another — and delivers scores of belly laughs along the way." En Metacritic obtuvo una calificación de 75/100, basado en 40 críticas, indicando "comentarios generalmente favorables". En CinemaScore, las audiencias dieron una calificación media "B+" en la escala de A+ to F.

### Premios y nominaciones
| Premio                                     | Categoría                                            | Nominados(s)                       | Resultado |
| ------------------------------------------ | ---------------------------------------------------- | ---------------------------------- | --------- |
| Critics' Choice Movie Awards               | Best Comedy                                          |                                    | Ganador   |
| Critics' Choice Movie Awards               | Best Actress in a Comedy                             | Melissa McCarthy                   | Ganadora  |
| Critics' Choice Movie Awards               | Best Actor in a Comedy                               | Jason Statham                      | Nominado  |
| Evening Standard British Film Awards       | Award for Comedy                                     | Jason Statham                      | Nominado  |
| Empire Awards                              | Best Comedy                                          |                                    | Ganador   |
| Georgia Film Critics Association           | Best Supporting Actress                              | Rose Byrne                         | Nominado  |
| Glamour Awards                             | Comedy Actress                                       | Melissa McCarthy                   | Nominada  |
| Glamour Awards                             | Comedy Actress                                       | Rose Byrne                         | Ganadora  |
| Golden Globe Awards                        | Best Motion Picture – Musical or Comedy              |                                    | Ganadora  |
| Golden Globe Awards                        | Best Actress in a Motion Picture – Musical or Comedy | Melissa McCarthy                   | Ganadora  |
| Golden Trailer Awards                      | Best Comedy                                          | "Secret Agent"                     | Nominado  |
| Las Vegas Film Critics Society             | Best Comedy Film                                     |                                    | Nominado  |
| MTV Movie Awards                           | Best Comedic Performance                             | Melissa McCarthy                   | Nominado  |
| MTV Movie Awards                           | Best Fight                                           | Melissa McCarthy vs. Nargis Fakhri | Nominado  |
| People's Choice Awards                     | Favorite Comedic Movie                               |                                    | Nominado  |
| People's Choice Awards                     | Favorite Comedic Movie Actress                       | Melissa McCarthy                   | Ganadora  |
| Phoenix Critics Circle                     | Best Comedy Film                                     |                                    | Nominado  |
| Saturn Awards                              | Best Action or Adventure Film                        |                                    | Nominado  |
| St. Louis Gateway Film Critics Association | Best Film – Comedy                                   |                                    | Nominado  |
| Teen Choice Awards                         | Choice Summer Movie                                  |                                    | Nominado  |
| Teen Choice Awards                         | Choice Summer Movie Star: Female                     | Melissa McCarthy                   | Nominado  |
| Teen Choice Awards                         | Choice Movie: Hissy Fit                              | Melissa McCarthy                   | Nominado  |
| Teen Choice Awards                         | Choice Movie: Villain                                | Rose Byrne                         | Nominado  |
| Utah Film Critics Association              | Best Supporting Actor - Female                       | Rose Byrne                         | Ganadora  |
| Village Voice Film Poll                    | Best Supporting Actress                              | Rose Byrne                         | Nominado  |
| Women Film Critics Circle                  | Best Comedic Actress                                 | Melissa McCarthy                   | Nominado  |